# Wimmertingen
Wimmertingen est une section de la ville belge de Hasselt située en Région flamande dans la province de Limbourg. C'était une commune à part entière avant la fusion des communes de 1977.
Le village est situé à 6 kilomètres au sud du centre de Hasselt.

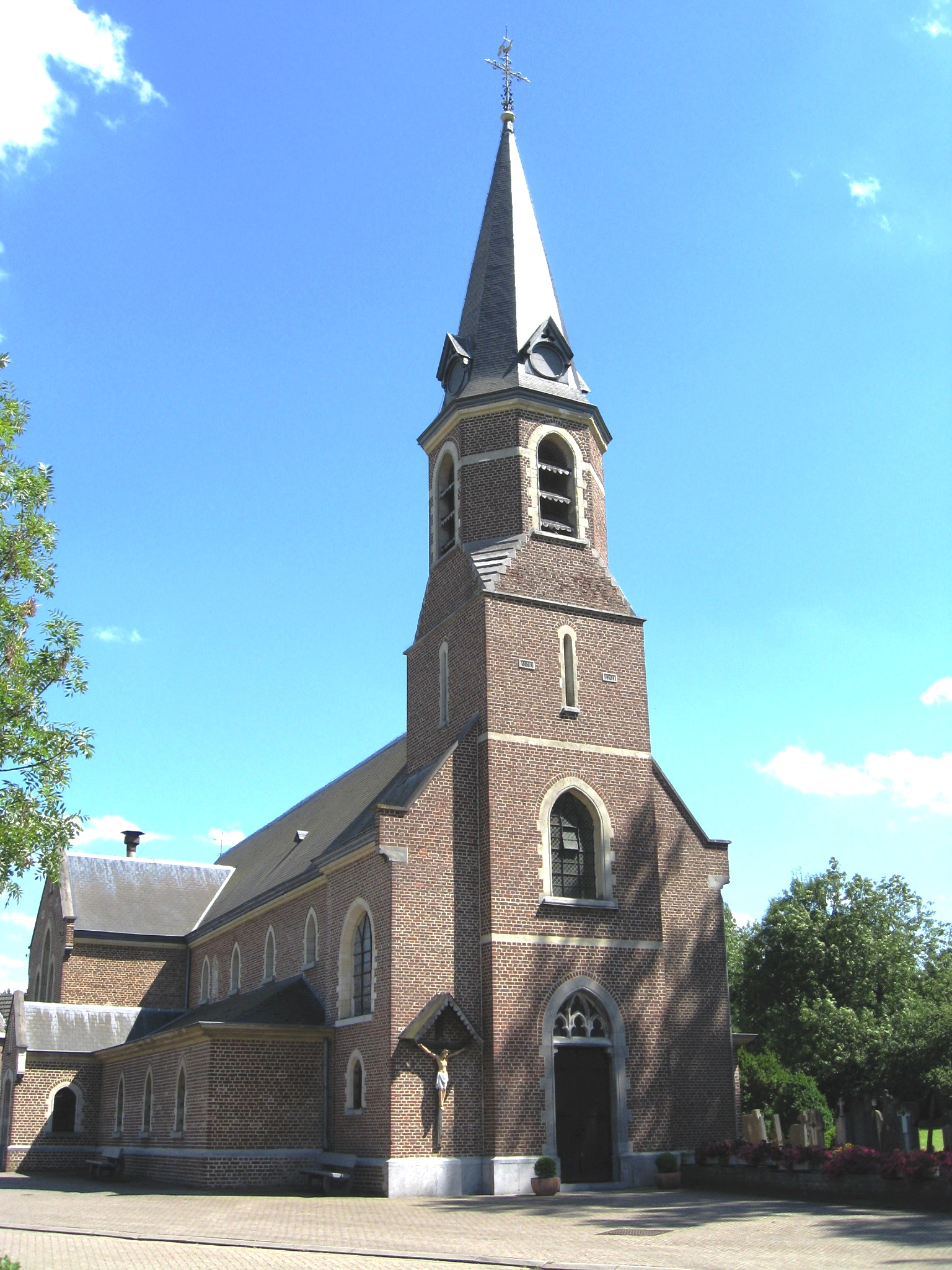
L’église Saint-Nicolas

## Histoire
Wimmertingen est mentionnée pour la première fois lorsque les chanoines du Saint-Sépulcre, y fondèrent un monastère en 1145. En 1297, Wimmertingen eut sa propre paroisse, dédiée à Nicolas de Myre. La paroisse était desservie par les chanoines. Ils déplacèrent le monastère dans le Henegauw supérieur (nl) en 1312, mais ils continuèrent à servir la paroisse jusqu'en 1606, date à laquelle le droit d'accès fut transféré au curé de Jesseren.
Après le Concordat de 1801, Wimmertingen redevint une paroisse indépendante, dont la superficie était plus de trois fois supérieure à celle de la nouvelle commune de Wimmertingen. Depuis lors, certaines parties de Hasselt tels que le hameaux de Rapertingen (nl), Alken et Herck-Saint-Lambert font également partie de la paroisse de Wimmeringen.

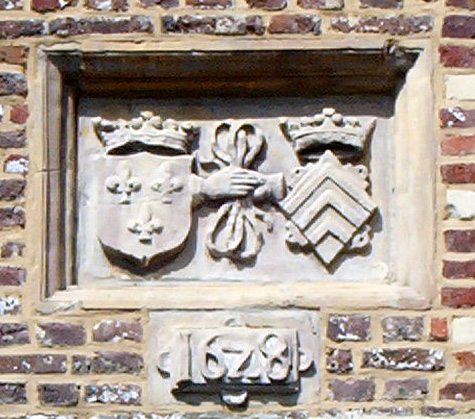
Sur le mur sud de l'église, les armoiries de la famille de Rivière d'Arschot et celle de la famille de la Douve.

Wimmertingen appartenait initialement au seigneur de Heers. Grâce au mariage de sa fille, Wimmertingen entre dans la possession de la famille Rivière d'Arschot. La première des deux armoiries sur pierre avec l'année 1628 sur la façade sud de l'église appartient à cette famille. Le deuxième blason appartient à la baronne Catherine de la Douve, épouse d'Henri de Rivière d'Arschot. La dernière descendante, Barbara de Rivière d'Arschot (nl), fut abbesse de l'abbaye de Herkenrode avant de mourir en 1744. Wimmertingen entre ensuite en possession de l'abbaye Saint-Laurent de Liège et passe aux mains de la famille de Stockem en 1757. En 1795, Wimmertingen devint une commune indépendante. En 1977, la commune fut dissoute et Wimmertingen devint une sous-commune de Hasselt.

## Évolution démographique
Sources: INS, www.limburg.be et Ville de Hasselt